# Liste des monuments disparus de Parme
Cette page contient une liste des principaux monuments et lieux intéressants que Parme a perdu au cours des siècles.

## La tour de Parme
Elle était le vrai symbole de Parme et probablement la tour la plus haute d'Italie avec ses 130 mètres de haut. Elle se trouvait au moins depuis le XIIIe siècle au-dessus de l'antique palais municipal. Carrée à sa base et octogonale en son sommet, elle était recouverte de marbres et de décorations. Elle disposait en outre d'une très belle horloge avec des personnages mécaniques en mouvement représentant des anges et des mages. On pense que le poids de cet ensemble a concouru à l'écroulement imprévu de la tour en 1606 qui tua des dizaines de personnes. D'autres théories mettent en cause la compétence de l'architecte qui étudia la surélévation. Lentement la tour se mit à pencher accusant un écart de presque 110 cm. D'importantes fissures avaient fait leur apparition et des travaux devaient être engagés malheureusement trop tardivement. Étant utilisée comme archive historique de la ville, beaucoup de documents furent détruits ainsi que le palais municipal qui le soutenait, celui-ci fut entièrement reconstruit. La tour prévue dans le projet initial ne fut jamais reconstruit, il existe encore aujourd'hui des projets de Simone Moschino, Gerolamo Rainaldi, Giovan Battista Magnani et Smeraldo Smeraldi.
(it) représentation de la tour de Parme (image la plus à droite)

## La tour degli Oldicioni
Antique tour d'une famille noble de Parme, elle se trouvait dans la zone de l'actuelle cathédrale et elle fut abattue pour créer la route qui rejoint la cathédrale au couvent San Giovanni.

## Le château de Porta Nuova
Érigé par Barnabé Visconti sur le lieu où se trouve aujourd'hui le monastère des Capucines. Il était composé de quatre tours reliées aux murs de la ville et au pont de Donna Egidia (actuel  pont Caprazzucca). Il était très apprécié et très utilisé comme résidence par Barnabé et par son fils Gian Galeazzo Visconti. On sait qu'en 1564, le château était en cours de démolition et qu'il en restait encore quelques vestiges.

## Leteatrino di corte
C'était un petit théâtre doté de scènes situé à côté du théâtre Farnèse et il fut utilisé par les nobles pour des représentations exclusivement réservées à la cour. Il fut détruit pour créer une salle de l'actuelle Galleria Nazionale.

## Lebeccherie

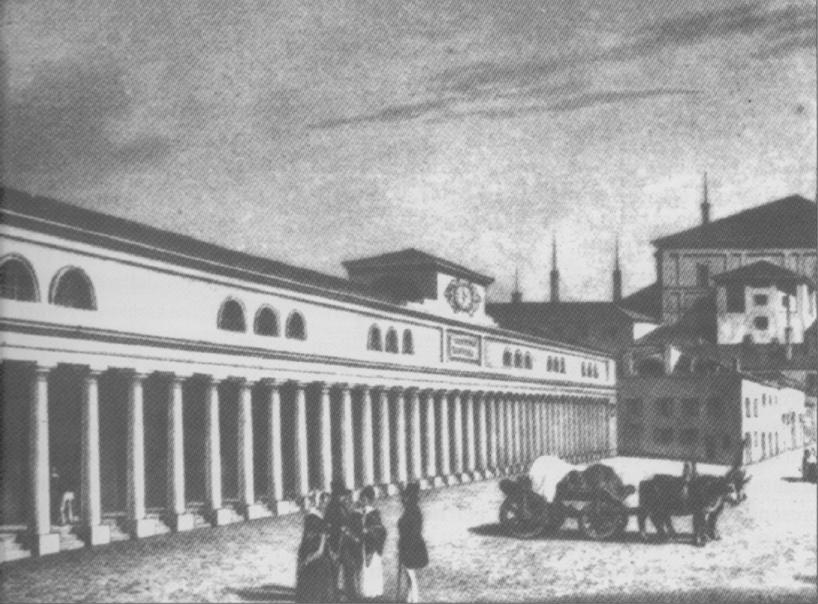
Les colonnes des beccherie

Les beccherie ont été construites à la demande Marie-Louise, duchesse de Parme, entre 1836 et 1838 par l'architecte Nicola Bettoli (il dessina aussi le Teatro Regio) pour accueillir sur la piazza Ghiaia les bouchers de la ville. Elles étaient constituées d'un bâtiment de couleur jaune qui comprenait une façade composée d'une cinquantaine de colonnes de couleur brique. À l'étage supérieur se trouvait une école maternelle. L'ensemble a été démoli par le maire Mariotti pour créer le Lungoparma (la route qui longe la Parma) en 1928 contre l'avis général.

## Le monument à Verdi
Ce que nous voyons aujourd'hui n'est qu'une petite partie d'un majestueux monument consacré à Giuseppe Verdi. Il était situé face à la gare ferroviaire. Il se composait d'un grand arc de triomphe surmonté de lions trainant un char mythologique, et de hauts portiques surmontés de terrasses. Il sera endommagé pendant les bombardements de la Seconde Guerre mondiale. Bien que les dommages ne fussent pas très importants, on décida de le raser pour construire en lieu et place des immeubles. Des 28 statues originelles qui représentaient les œuvres de Verdi, certaines furent sauvées de la destruction et transportées à Roccabianca dans la salle dite Arena del Sole. Ont été sauvés Aïda, Alzira, La battaglia di Legnano, Don Carlos, Ernani, Macbeth, I masnadieri, Oberto.
   pour voir des photographies.

## L'oratoire de San Lorenzo
Antique oratoire de style gothique situé où se trouve actuellement la place qui porte le même nom. Au cours de la période lombarde, il était aussi important que l'actuelle cathédrale, il fut démoli en 1858.

## L'église de Santa Teresa
Cette église fut endommagée pendant la Seconde Guerre mondiale. Après avoir soulevé la charpente qui soutenait les voûtes, cela provoqua des effondrements qui firent opter pour sa démolition, le couvent devait subir le même sort.

## Le bourg Polidoro et la route Bassa dei Magnani
Antique bourg pas tout à fait recommandable qui côtoyait la route bassa dei Magnani (actuelle via Mazzini). L'actuelle via Mazzini est le résultat de la destruction de toutes les constructions qui longeaient l'antique route, à l'exception du palais Serventi et de trois autres habitations. Les maisons donnant sur la piazza Garibaldi et le lungoparma ont été détruites par les bombardements de la Seconde Guerre mondiale, c'est alors que la rue fut élargie alors que précédemment sa largeur n'excédait pas celle de l'actuelle via Cavour.

## Le pont di Mezzo
Antique pont sur la via Emilia reconstruit en 1547 et remplacé en 1932 par l'actuel pont. C'était un pont à dos d'âne constitué de cinq arcades au centre duquel se trouvait la chapelle de San Giovanni Nepomuceno.
(it) pour voir une incision.

## Le pont Verde

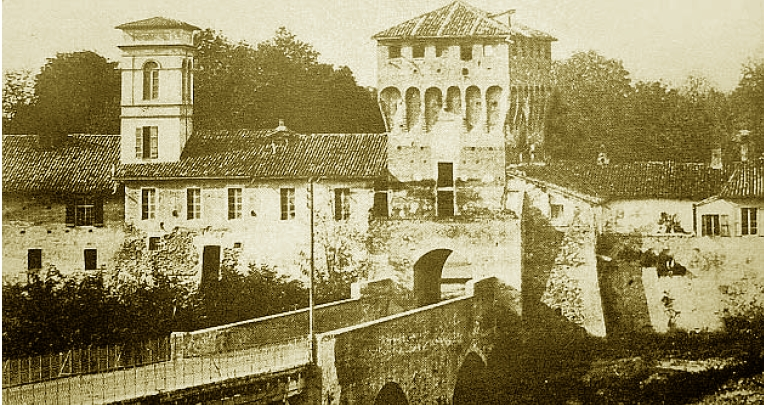
L'antique pont qui précédait le ponte Verdi, dans les années 1900.

Antique pont en bois peint en vert qui se trouvait à proximité de l'actuel ponte Verdi, qui l'a remplacé. Il était plus au sud d'une dizaine de mètres et se terminait sous l'actuel torre della Rocchetta, dont la fonction d'origine était, justement, de contrôler le pont. Il fut détruit au début du XXe siècle pour laisser place au Liberty ponte en pierre, rebaptisé plus tard  ponte Verdi.

## La fontaine de la Rocchetta
Elle se trouvait sur l'actuelle place Corridoni où elle fut inaugurée en 1900 pour fêter la construction de l'aqueduc de l'Oltretorrente. Il prenait pour nom la petite Rocca (rocca désigne une forteresse) qui permettait de contrôler le pont di mezzo. Le 30 octobre 1927 l'actuel monument Corridoni fut inauguré en cet emplacement.

## Le palais Bondani
Le palais médiéval Bondani, qui se trouvait sur la place Garibaldi, a été remplacé par un bâtiment en brique qui appartient désormais à une agence bancaire. Construit en brique, la façade était constituée d'un double portique avec des arches cintrées. Transformé en style Renaissance au siècle dernier[Lequel ?], sa partie  occidentale fut bombardée pendant la Seconde Guerre mondiale ce qui conduisit à sa démolition.

## L'hôtel Croce Bianca
C'était l'hôtel le plus prestigieux de ville situé sur l'actuelle place de la  Steccata. En plus des illustres personnages, les artistes qui se produisaient au teatro Regio y résidèrent fréquemment. Bombardé pendant la Seconde Guerre mondiale, la façade de style liberty pouvait être surement sauvée mais on laissa l'hôtel s'effondrer pour le remplacer après la guerre par un grand édifice uniforme qui occupe actuellement le côté sud de la place.

## LeTeatro Reinachpuis Paganini
Il se trouvait sur l'actuelle place de la Pace et il fut inauguré le 13 février 1871. Bien qu'apprécié pour ses représentations tant théâtrales que lyriques, il devint un cinéma. Pendant la période des années 1930, il prit le nom de Paganini mais le 13 mai 1944 il fut complètement détruit pendant les bombardements.
(it) site officiel

## L'église de San Pietro Martire
L'actuelle ouverture de la cour de la Pilotta est due à l'antique présence de cette église gothique, une des plus importantes: les ducs de Parme, eux-mêmes, ne purent la faire démolir afin de fermer la cour. C'est sous Napoléon, en 1813, que l'église et son couvent furent rasés.

Transformation de la Pilotta au cours du temps

## Les murs d'enceinte et les portes
Comme toutes les villes médiévales, Parme est dotée de murs et de fossés destinés à la protéger, construits à différentes époques. Ces réalisations sont encore dans un excellent état au début du XXe siècle lorsque le maire Mariotti, avec le prétexte de permettre une expansion plus facile de la ville, décrète la démolition totale. Les antiques portes de San Barnaba (barrière Garibaldi) et Nuova (barrière Farini) sont complètement détruites, accusées de ne pas permettre une libre circulation de l'air, seule la façade de la porte de San Michele (barrière Repubblica) a été sauvée et transportée dans la cour de l'abreuvoir de la Pilotta, alors que la porte San Francesco (barrière Bixio) et la porte Santa Croce sont encore visibles en leur emplacement d'origine. Ils ne restent aujourd'hui qu'une centaine de mètres de mur dont une partie se situe sur le côté nord du parc ducale, à proximité du palais du giardino, et un autre morceau du mur qui se trouve face au fleuve est caché derrière un immeuble moderne érigé à côté de la Pilotta.

## Le Palais ducal
Le Palais ducal occupait le côté sud de l'actuelle place de la Paix. Il était directement relié au palais de la province, à la Pilotta et au palais della Riserva (ou des postes) par des arches et un passage extérieur. Doté d'une très belle salle utilisée par les ducs de Parme comme salle de représentation, il accueillit par la suite la préfecture. En 1944, Il fut endommagé par les bombardements sur Parme.

## Source de la traduction
- (it) Cet article est partiellement ou en totalité issu de l’article de Wikipédia en italien intitulé « Monumenti scomparsi di Parma » (voir la liste des auteurs).